# Hermann Daur

Hermann Daur

Albert Hermann Daur (* 21. Februar 1870 in Stetten, heute Stadtteil von Lörrach; † 21. Februar 1925 in Ötlingen, heute Weil am Rhein) war ein deutscher Maler und Graphiker.

## Leben
Seine Ausbildung begann 1885 in der Zeichenschule Schieder in Basel. 1886 nahm Hermann Daur ein Studium an der Kunstgewerbeschule Karlsruhe bei Franz Sales Meyer und Max Laeuger auf. Er wurde 1888 Assistent an der Uhrmacherschule Furtwangen. Von 1891 bis 1902 studierte Daur an der Großherzoglichen Kunstschule Karlsruhe bei Ernst Schurth, Robert Poetzelberger und Carlos Grethe. Nach dem Besuch der Malklasse bei Leopold von Kalckreuth und Studien in der Graphikklasse bei Walter Conz beendete er 1902 sein Studium als Meisterschüler von Hans Thoma. In seinen Semesterferien hielt er sich häufiger in der Dachauer Malerkolonie bei Adolf Hölzel auf. Von 1895 an kam es zu jährlichen Aufenthalten im Bauern- und Fischerdorf Duhnen bei Cuxhaven, wo er seine spätere Frau Margarete Boldt kennenlernte. Seit 1906 war Daur freischaffender Künstler im südbadischen Ötlingen, das heute Stadtteil von Weil am Rhein ist. Daneben gab er Zeichenunterricht an Lörracher Schulen und baute mit Karl Herbster den Grundstock der Sammlung des Heimat- und Keramikmuseums Kandern auf. 1909 unternahm er eine Studienreise ins schweizerische Engadin.

## Werk
Daur gehört zu den frühen Mitgliedern des Karlsruher Künstlerbundes. Er gilt vor allem als Maler seiner Heimat, des Südschwarzwaldes, vor allem des Wiesentales (sein „Heimattal“). Auch Motive aus dem Hochrheingebiet, dem Markgräflerland und dem Bohrertal in Horben fanden in seiner Malerei stimmungsvolle Darstellungen. Daurs Werke verraten den Einfluss der Grötzinger Malerschule und von Hans Thoma. Sie zeigen, wie seine Porträts, Stilelemente des Jugendstils.

## Würdigung

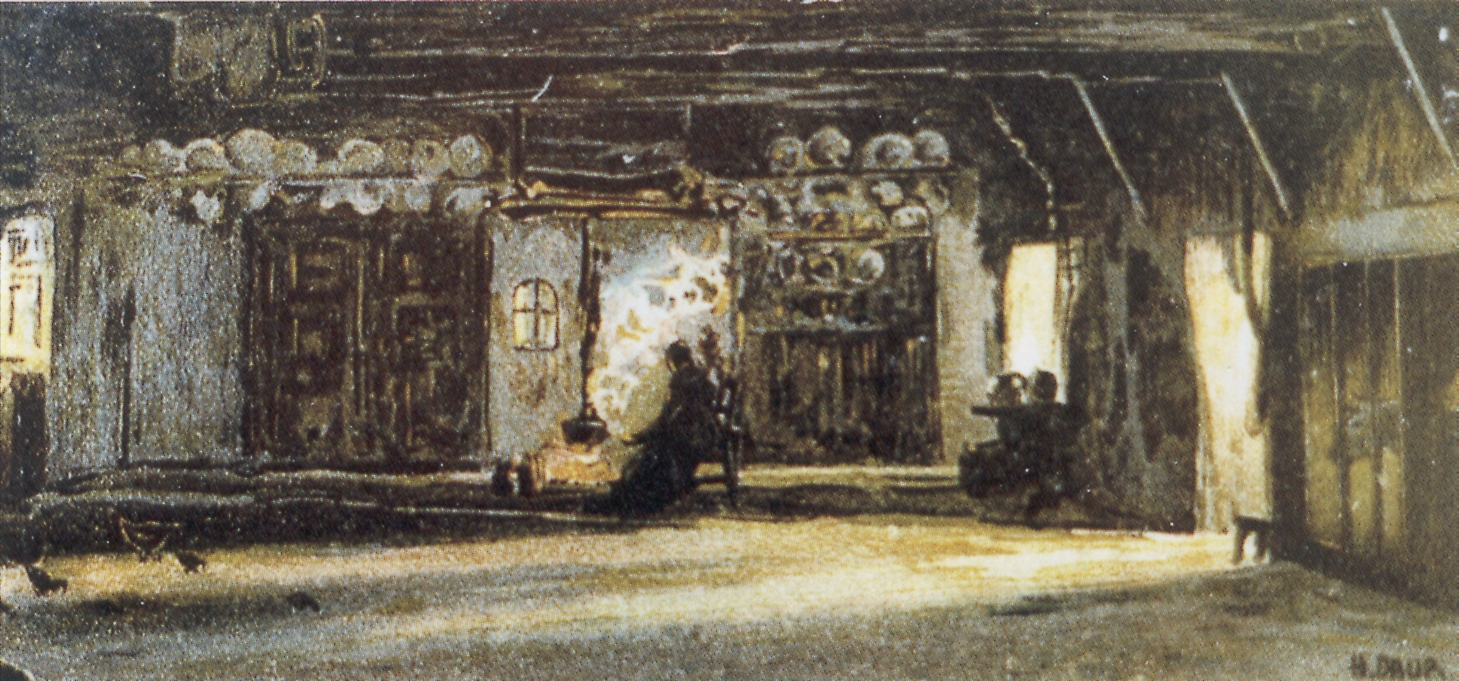
Gemälde (1902): Frelsdorf – Inneres eines niedersächsischen Bauernhauses

Ihm zu Ehren sind in Duhnen bei Cuxhaven sowie in Binzen und Ötlingen Wege nach ihm benannt. Außerdem trägt die Grundschule in Ötlingen und eine Hütte sowie ein Brunnen auf dem Tüllinger Berg seinen Namen. 2013 zeigte Dreiländermuseum und das Paul-Ibenthaler-Haus Lörrach eine Doppelausstellung mit den Titeln „HERMANN DAUR – die Markgräfler Landschaften“ im Dreiländermuseum und „ZEITWEIT Hermann Daur und Johannes Buchholz, Landschaftszeichnungen“ im Paul-Ibenthaler-Haus Lörrach.